# Euphorbia melitensis
Euphorbia melitensis  (лат.) — вид двудольных растений рода Молочай (Euphorbia) семейства Молочайные (Euphorbiaceae). Впервые был описан Филиппо Парлаторе в 1869 году.

## Распространение и среда обитания
Эндемик Мальты, известный из трёх главных островов Мальтийского архипелага: собственно Мальты, Гоцо и Комино.
Довольно характерен для мальтийских гариг.

## Ботаническое описание
Хамефит либо нанофанерофит.

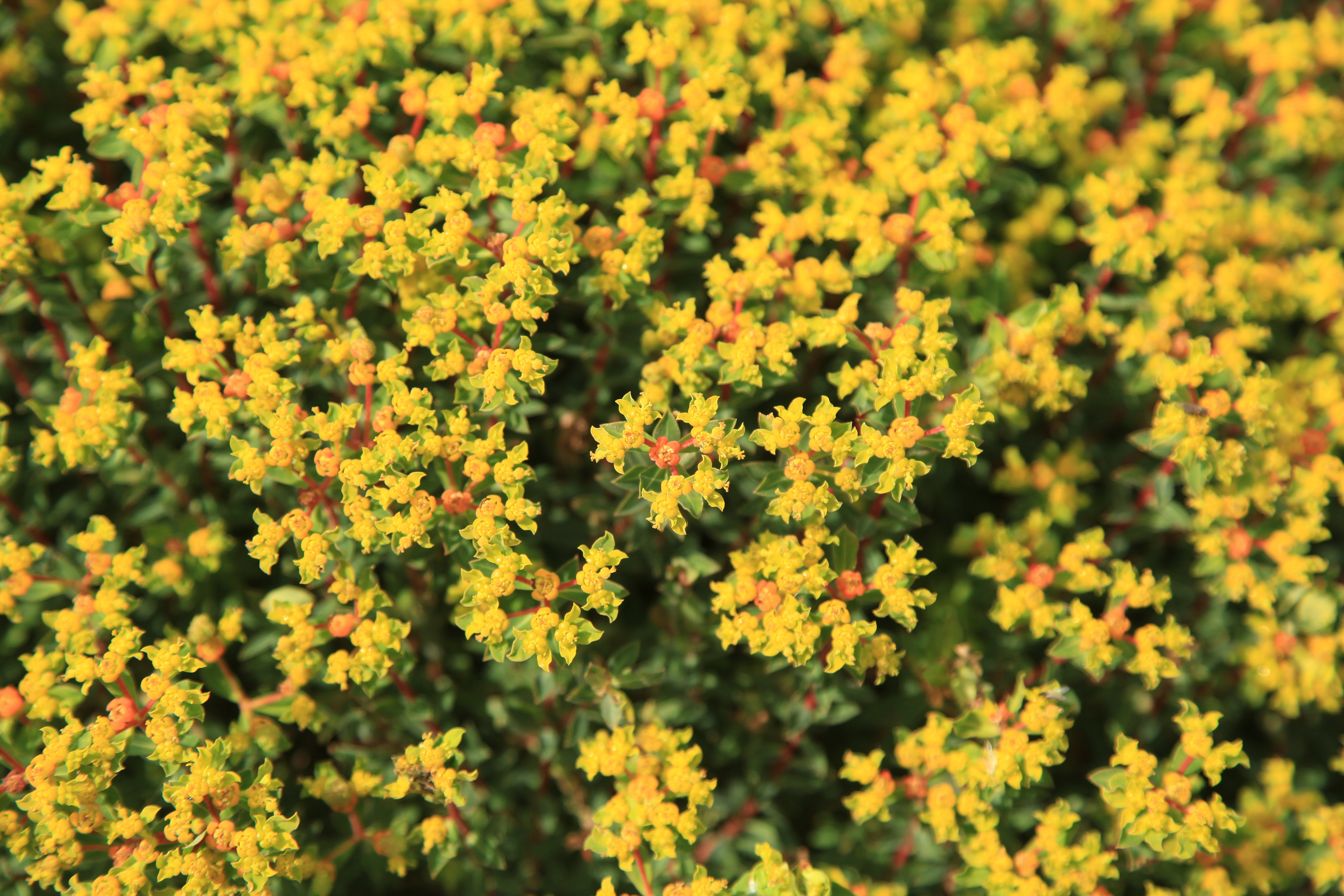
Соцветия Euphorbia melitensis

Двудомный ветвистый кустарник, обычно высотой 30—100 см, иногда до 2 м.
Ветви покрыты колючками. Отдельные мясистые части растения выделяют белые соки при повреждении.
Листья формой от овальных до яйцевидных, с заострённым краем, размещены очерёдно.
Цветки железистые, ярко-жёлтого цвета, мелкие и невзрачные.
Плод — трёхгранная коробочка.
Цветёт с ноября по июнь.

## Охранный статус
Был занесён в Красную книгу Мальты (1989) как уязвимый вид. Охраняется на государственном уровне.

## Синонимы
Синонимичные названия:
- Euphorbia bivonae var. melitensis (Parl.) Fiori
- Euphorbia spinosa subsp. melitensis (Parl.) Nyman
- Euphorbia spinosa var. melitensis (Parl.) Fiori